# 李光男
李光男（1950年1月—），朝鲜族，中国人民解放军空军装备部高级工程师，专业技术大校军衔，中国航空学会自控分会委员，空军工程学院客座教授:1349，国务院政府特殊津贴专家，北京市第十、十一届政协委员。
李光男1950年出生于吉林省延边朝鲜族自治州延吉市，1970年入伍成为中国人民解放军空军第一师机务教导队一员，历任电气员、特设师、分队长、团机务大队特设主任、师装备部特设主任，1994年被调到北京机关成为中国人民解放军空军装备部高级工程师。在其航空维修生涯中，他自学成才，有14项科研项目获军队科技进步奖，其中8项填补国内航空维修领域空白，获一、二、三等功各1次，11次被军以上单位评为学雷锋先进个人、优秀共产党员、先进科技工作者、优秀机务干部，曾获全国首届青年科技创业奖，跨世纪中国青年杰出人才，还被评为全国自学成才先进个人、全国军地两用人才先进个人。:1349
八一电影制片厂制作的2003年电影《战鹰守护神》以李光男为原型。

## 生平
1950年1月，李光男出生于吉林省延边朝鲜族自治州延吉市。1970年12月，他入伍当兵，被分配到中国人民解放军空军第一师机务教导队。刚入伍时，他仅有初中学历，汉语说的也不好。但他利用业余时间自学了高中和大学的数理化课程，并研读国内外的飞机维修教程，从一名电气员逐步成长为特设师、分队长、团机务大队特设主任、师装备部特设主任。他先后维修过5个机种、11个机型的飞机，排除1000余起故障。他编写的《歼击x型飞机特设专业（电气设备）维护经验》、《歼击x型飞机特设专业（仪表设备）维护经验》、《歼击x型飞机起飞线应急情况处置法30例》，以及其它文件被中国空军作为法定规程或指导资料下发给部队学习。他的多项研究成果填补国内空白，获得军队科技进步奖。1987年，年仅37岁的李光男被航空工业部和中国空军联合聘任为新机顾问，成为中国空军机务特设专业人员中唯一的新机顾问。:259-265:49
1989年5月12日，李光男在从北京开会回鞍山的路上突发心脏病，在医院昏迷6天后才苏醒。此后，他虽然身体状况不如之前，但却完成了40多篇学术论文，并完成6个新的科研项目。1994年，李光男被从鞍山调到北京机关工作，成为中国人民解放军空军装备部高级工程师。到北京后，他开始研发能够自动测试、记录飞机发动机参数并打分的电脑控制测试台。这个领域当时在中国国内还是一个空白。1997年5月16日，李光男成功研制出WP-3系列综合测试台，从而填补了这一空白，为空军节省了20多万元的科研经费。在机关工作的十多年中，他先后完成了十余项的科研项目，多次填补国内空白，获得军队科学技术进步奖:265。2009年，他与团队完成了中国首个半导体照明国军标的编写，取得半导体照明相关专利13项。

## 著作
李光男：《科学用光健康照明》 蓝天出版社  2013年 ISBN 7509408687